# Syntrichia densa
Syntrichia densa là một loài Rêu trong họ Pottiaceae. Loài này được (Velen.) J.-P. Frahm mô tả khoa học đầu tiên năm 2001.